# 板橋府中商圈

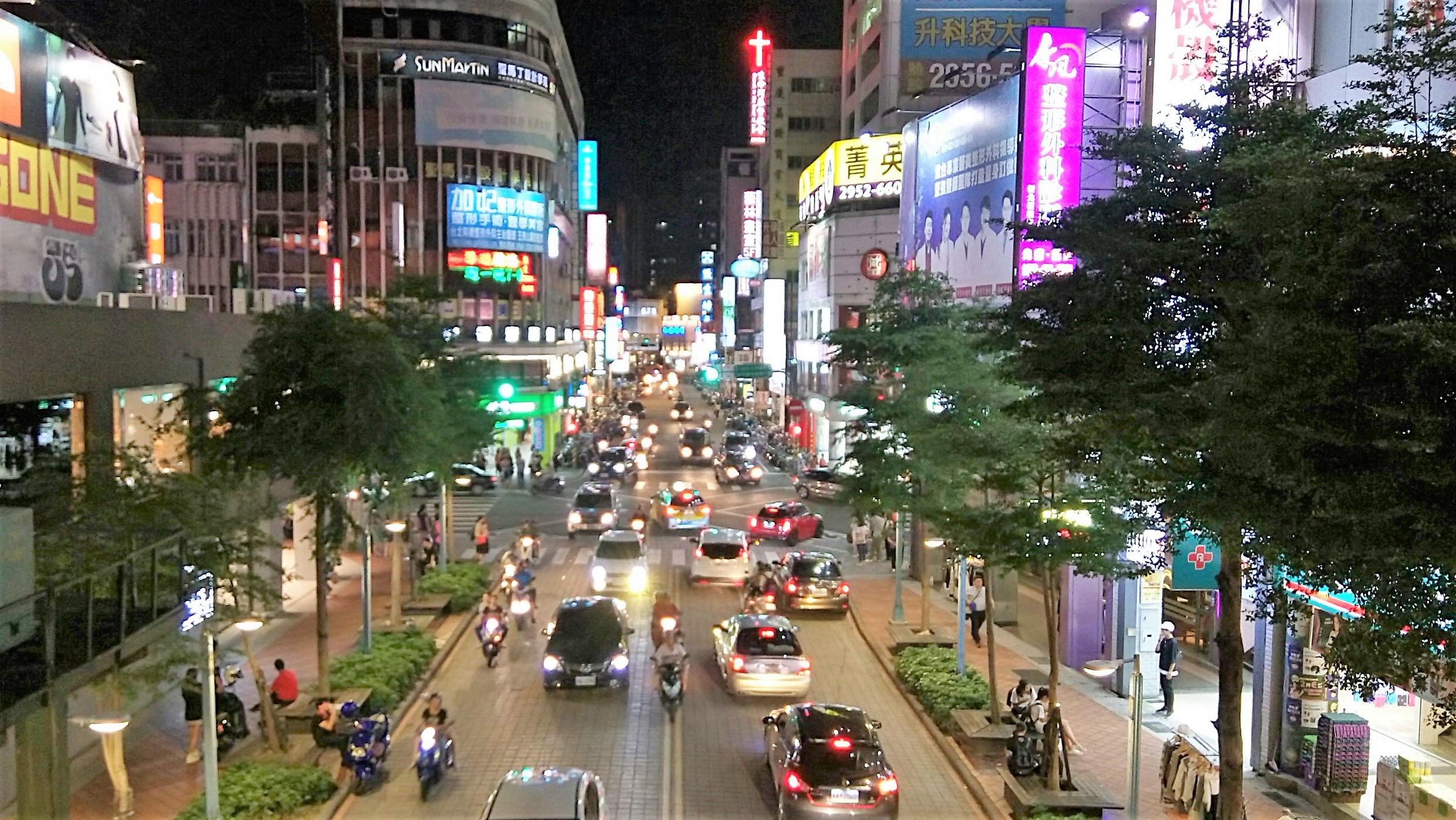
從縣民大道往重慶路望府中商圈

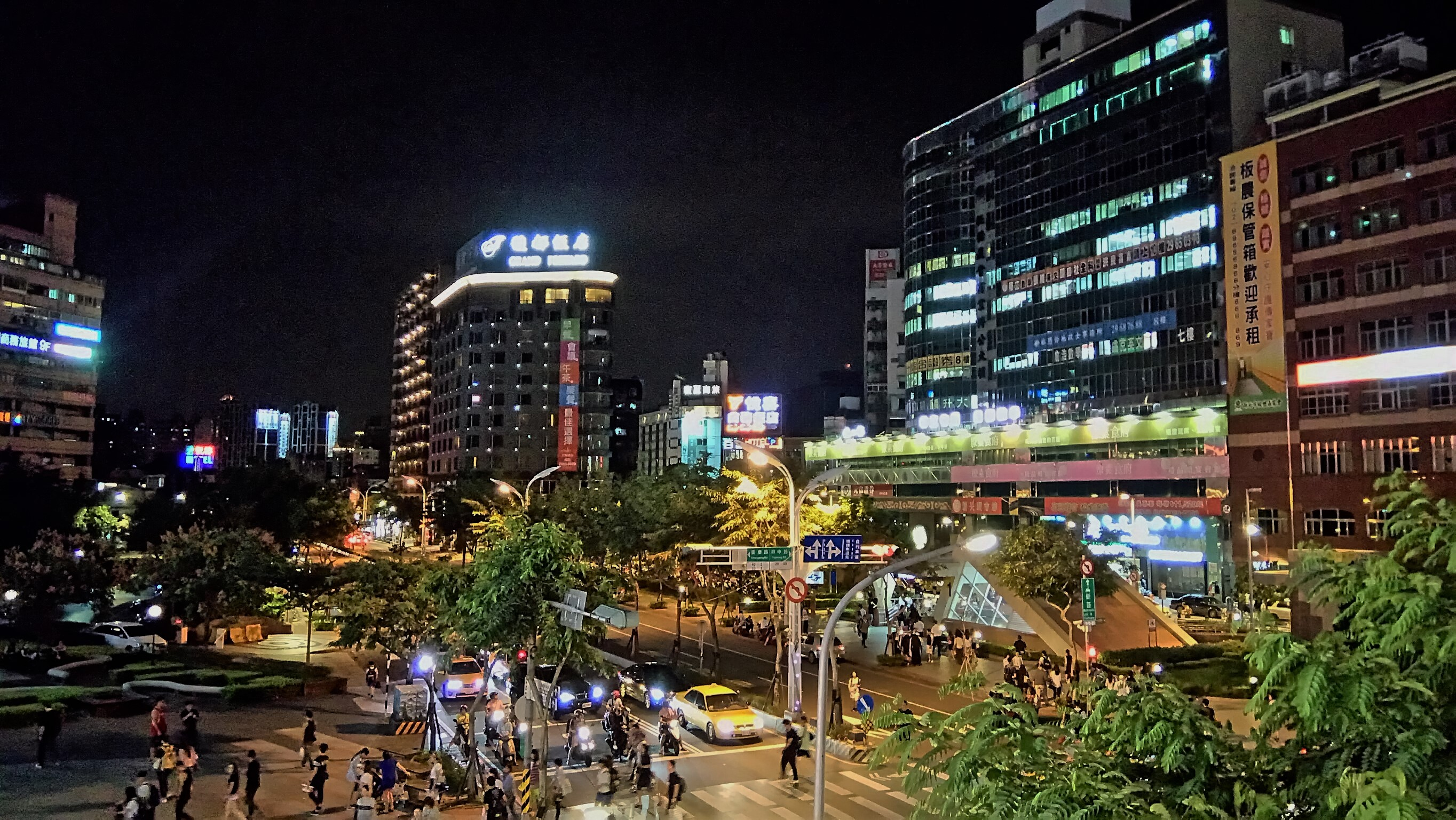
位在捷運府中站周邊的府中商圈

板橋府中商圈，又稱板橋後站商圈，是位於台灣新北市板橋區的商圈。範圍包括中山路一段、四川路、館前東西路、重慶路、國慶路，並結合台北捷運府中站、板橋車站等聯外車站。

## 發展
由於府中商圈以舊板橋車站（今台北捷運府中站）為中心發展而成，周邊亦包含「新北市政府警察局大樓（舊臺北縣政府大樓所在地）」、「板橋區（市、鎮）公所」等公務機關，具有交通地利之便，因而帶來大量人潮，為新北市第一個發展最完整、具都會規模的商圈，業種、商業機能多元。
爾後距本商圈不遠處之板橋新站啟用後，初期先受其衝擊影響，商圈不如以往熱絡，縣府亦搬遷，但近來板橋新站位處之新板特區蓬勃發展並持續擴張，開始進而與府中商圈逐漸融合發展成更完整的複合商圈。板橋最大觀光夜市「湳雅夜市」也在附近。
除了商業匯集，由於補教業亦相當多，因此逛街人潮較為年輕，學生比例高，形成群聚效應，因此此地商品種類─如服飾業走年輕、活潑風格，和板橋新站附近新板特區商圈以精品、百貨為主的風格形成市場分流。

## 未來展望
除了與板橋新站所在之新板特區結合成更具規模的多元商圈發展趨勢，目前府中商圈陸續進行許多舊有建築的更新、再發展（如板橋多功能文教館、精致商務旅店、府中商業大樓），鐵路地下化後在地面亦形成了開闊的都市空間，加上導入具特色的公共設施（如板橋遊龍天橋），目前亦在研議規劃人行徒步區，期望和以年輕族群為主的西門町一樣發展為極具觀光特色的都會商圈。

## 周邊觀光資源
1. 府中15
2. 板橋慈惠宮
3. 林本源園邸（林家花園）
4. 糕餅街 (南門街)
5. 婚紗街 (公園路 重慶路)
6. 水景廣場
7. 誠品書店板橋店
8. 東門藝術地下道
9. 板橋遊龍（府中景觀人行陸橋）
10. 黃石市場
11. 府中算命街
12. 挽面街
13. 板橋妙雲宮 王禪老祖開基祖廟/五路財神
14. 介壽公園
15. 台灣米文化館
16. 板橋接雲寺
17. 湳雅夜市
18. 湳仔溝自行車道
19. 玉美人孕婦裝觀光工廠

## 腳注
1. ↑  前稱板橋後火車站商圈。1999年7月以前，此地位於臺鐵縱貫線板橋車站週邊區域，出前站為府中路，出後站為中山路一段、重慶路。1999年8月舊板橋車站拆除，原址轉作為台北捷運府中站興建用地。

## 外部連結
- 板橋府中商圈-新北市觀光旅遊網 （页面存档备份，存于）
- 板橋區公所 （页面存档备份，存于）